# Maszhur ibn Abd al-Aziz Al Su’ud
Maszhur ibn Abd al-Aziz Al Su’ud (ar. مشهور بن عبد العزيز آل سعود) (ur. 1942) – saudyjski książę.
Jest jednym z synów króla Abd al-Aziza ibn Su’uda. Wchodzi w skład ciała odpowiedzialnego za ustalanie kształtu linii sukcesji tronu. Wskazywany był jako jeden z możliwych następców nieżyjącego króla Abd Allaha.